# Paulino do Livramento Évora
Paulino do Livramento Évora CSSp (* 22. Juni 1931 in Praia; † 16. Juni 2019 in Praia) war ein kapverdischer Ordensgeistlicher und römisch-katholischer Bischof von Santiago de Cabo Verde.

## Leben
Paulino do Livramento Évora trat der Ordensgemeinschaft der Spiritaner bei und empfing am 16. Dezember 1962 die Priesterweihe.
Papst Paul VI. ernannte ihn am 21. April 1975 zum Bischof von Santiago de Cabo Verde. Der Bischof von Malanje, Eduardo André Muaca, spendete ihm am 1. Juni desselben Jahres die Bischofsweihe; Mitkonsekratoren waren Francisco Esteves Dias OSB, Bischof von Luso, und Zacarias Kamwenho, Weihbischof in Luanda.
Am 22. Juli 2009 nahm Papst Benedikt XVI. sein altersbedingtes Rücktrittsgesuch an.
Er starb Mitte Juni 2019, kurz vor seinem 88. Geburtstag.